# Mkomaindo
Mkomaindo è una circoscrizione urbana (urban ward) della Tanzania situata nel distretto urbano di Masasi, regione di Mtwara. Conta una popolazione di 4 030 abitanti (censimento 2012).